# Istra (traghetto)
L'Istra è stato un traghetto, appartenuto alla Jadrolinija dal 1981 al 2010.

## Servizio
Varato il 19 ottobre 1965 nel cantiere navale Aalborg Værft A/S di Aalborg con il nome di Mette Mols e consegnato il 15 maggio 1966 alla Mols-Linien A/S, prende servizio il 18 maggio nei collegamenti tra Själlands Odde ed Ebeltoft.
Il 31 agosto 1970 si verifica un'esplosione nella sala macchine del traghetto, che viene prontamente evacuato.
Il 25 luglio 1974, in vista dell'ingresso in flotta del nuovo Mette Mols, viene ribattezzato Mette Mo e, nell'agosto del 1975, disarmato ad Aarhus.
Da giugno ad agosto 1975 torna ad operare sulla Själlands Odde-Ebeltoft. Successivamente torna in disarmo ad Aarhus e messo in vendita.
Il 25 agosto 1977 viene venduto alla DFDS, dalla quale viene ribattezzato Dana Gloria il 19 settembre successivo.
Il 23 novembre 1977 viene noleggiato alla Maritime Charter-Touristich GmbH, con l'intenzione di impiegarlo nei collegamenti tra Emden e Delfzijl. Tuttavia al traghetto, durante il viaggio di trasferimento, viene ordinato di fare ritorno ad Aarhus a causa della rescissione del contratto di noleggio.
Dal 12 al 13 dicembre 1977 viene noleggiato alla Mols-Linien A/S, tornando ad essere impiegato sulla Själlands Odde-Ebeltoft. Successivamente viene disarmato.
Dal 17 maggio al 13 agosto 1978 viene noleggiato alla S-F Line e, ribattezzato con il nome d'arte di Ålandsfärjan, opera sulla Käpellskar-Mariehamn. Successivamente, viene di nuovo disarmato.
Dal 15 giugno al 21 agosto 1979 viene di nuovo noleggiato alla S-F Line e, ribattezzato con il nome d'arte di Kappella, opera sulla Käpellskar-Mariehamn. Successivamente, torna in disarmo.
Dal 27 aprile al 9 luglio 1980 viene noleggiato alla Rederi Ab Norrtälje ed impiegato sotto le insegne della Telje Line nei collegamenti tra Norrtälje e Mariehamn. Tuttavia, a causa del fallimento del noleggiatore, il traghetto fa ritorno a DFDS e viene disarmato a Copenaghen.
Dal 7 settembre al 28 novembre 1980 viene noleggiato alla Nordisk Færgefart ed impiegato nei collegamenti tra Fåborg e Gelting.
Dal 30 dicembre al 29 gennaio 1981 viene disarmato ad Aarhus e sottoposto a lavori di refitting degli interni.
Il 29 gennaio 1981 viene venduto alla croata Jadrolinija e, ribattezzato il 9 febbraio Balkanija, prende servizio nei collegamenti tra Zara, Ancona e Spalato.
Nel 1992 viene ribattezzato Istra, prendendo servizio anche nei collegamenti tra Bari e Dubrovnik.

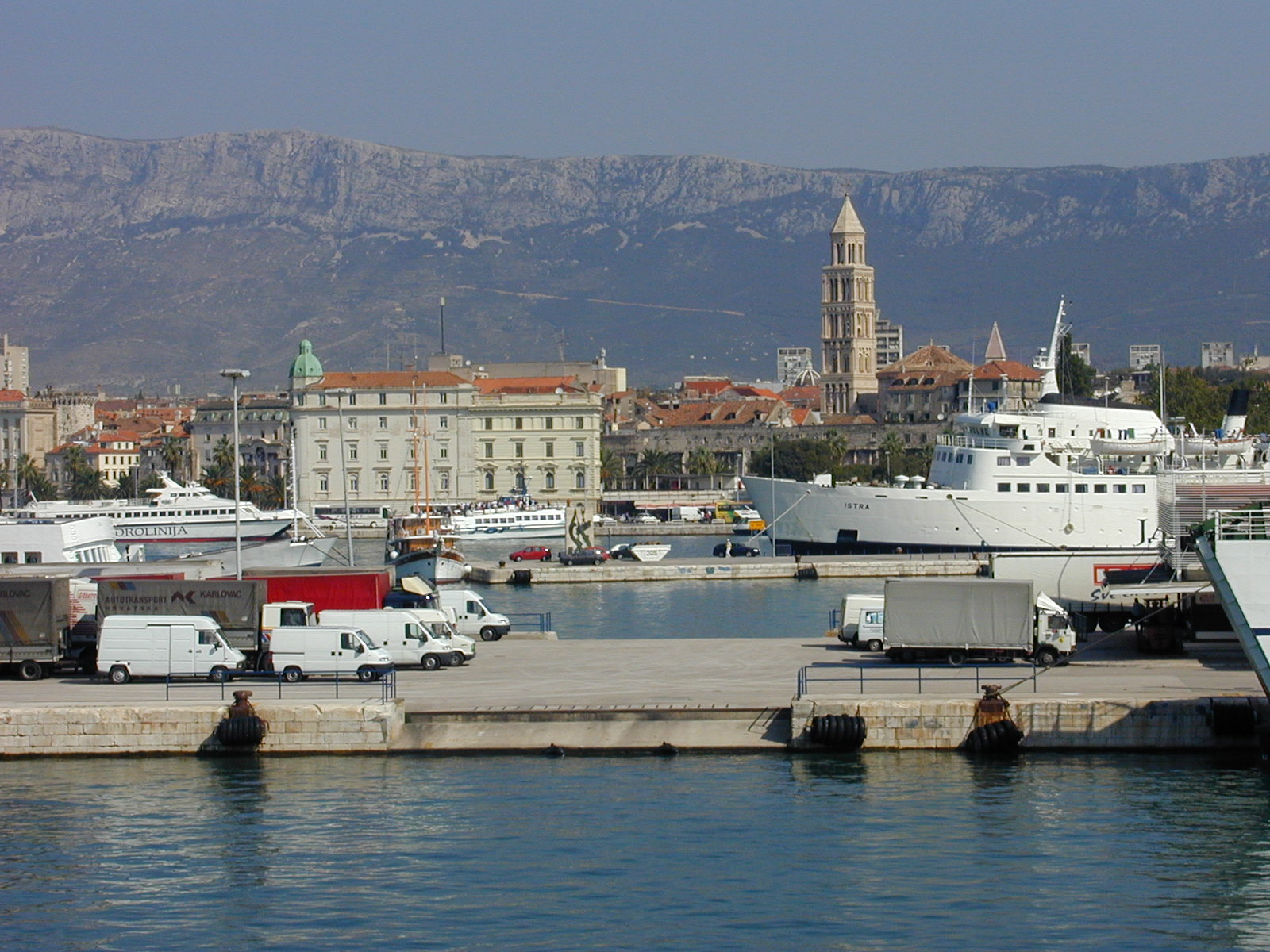
L'Istra ormeggiato a Spalato nel 2002.

Nell'aprile del 2004 viene trasferito nei collegamenti tra Spalato, Vela Luka ed Ubli.
Nell'agosto del 2005 prende servizio anche nei collegamenti tra Spalato e Stari Grad.
Nel novembre del 2005 prende servizio nei collegamenti tra Spalato, Hvar, Vela Luka ed Ubli.
Dal 2006 al 2009 opera sia sulla Spalato-Stari Grad che sulla Spalato-Vela Luka-Ubli.
Il 6 febbraio 2010 viene ritirato dal servizio attivo e salpa da Spalato per Sebenico, dove viene disarmato.
Venduto per la demolizione nell'aprile del 2010, salpa per la Turchia nel maggio successivo al traino del rimorchiatore Ocean Ergun, giungendo ad Aliağa il 12 maggio, dove viene spiaggiato.

## Navi gemelle
- Moby Ale (ex Mikken Mols)
- Ibrahim (ex Maren Mols e Caravaggio)
- Isalita (ex Morten Mols)